# Нагір'я
Нагір'я, нагірне плато (англ. high plateau, highland; нім. Hochgebirgsplateau n, Hochland n) — значні за площею ділянки земної поверхні з характерним поєднанням гірських масивів, плоскогір'їв, хребтів і долин, які чергуються з широкими плоскими котловинами. Для більшості нагір'їв характерне широке розповсюдження древніх вирівняних поверхонь у вигляді сходинок. У картографії під нагір'ям розуміють рівнинні ділянки земної поверхні абсолютні висоти над рівнем моря яких перевищують 500 м.

## Топоніміка
Родове поняття «нагір'я» у складі топонімів не завжди тотожне фізико-географічному, що вносить плутанину в класифікацію форм рельєфу, часто воно синонімічне поняттю «гори» і має невірне, але традиційне застосування відносно гірських країн.

## Генезис
Нагір'я формуються внаслідок тектонічних рухів, що супроводжуються одночасно з вигином більш високих гірських хребтів, інколи вулканізмом (Вірменське нагір'я). Рівнинні ділянки нагір'їв утворюються найчастіше за рахунок заповнення знижень гірського рельєфу продуктами руйнування гір в умовах пустельного клімату або продуктами вулканічних вивержень (попіл, лава) — сибірські трапи Середньосибірського плоскогір'я.

## Поширення
Найбільші нагір'я планети: Середньосибірське плоскогір'я, Вірменське й Іранське нагір'я, Східний Памір, внутрішні райони Малої Азії, Тибет, Центральний Тянь-Шань, Станове нагір'я, Скандинавські гори, Альтіплано, Мексиканське нагір'я. В Україні до нагір'їв відносяться пологі північні схили Кримських гір — яйли.

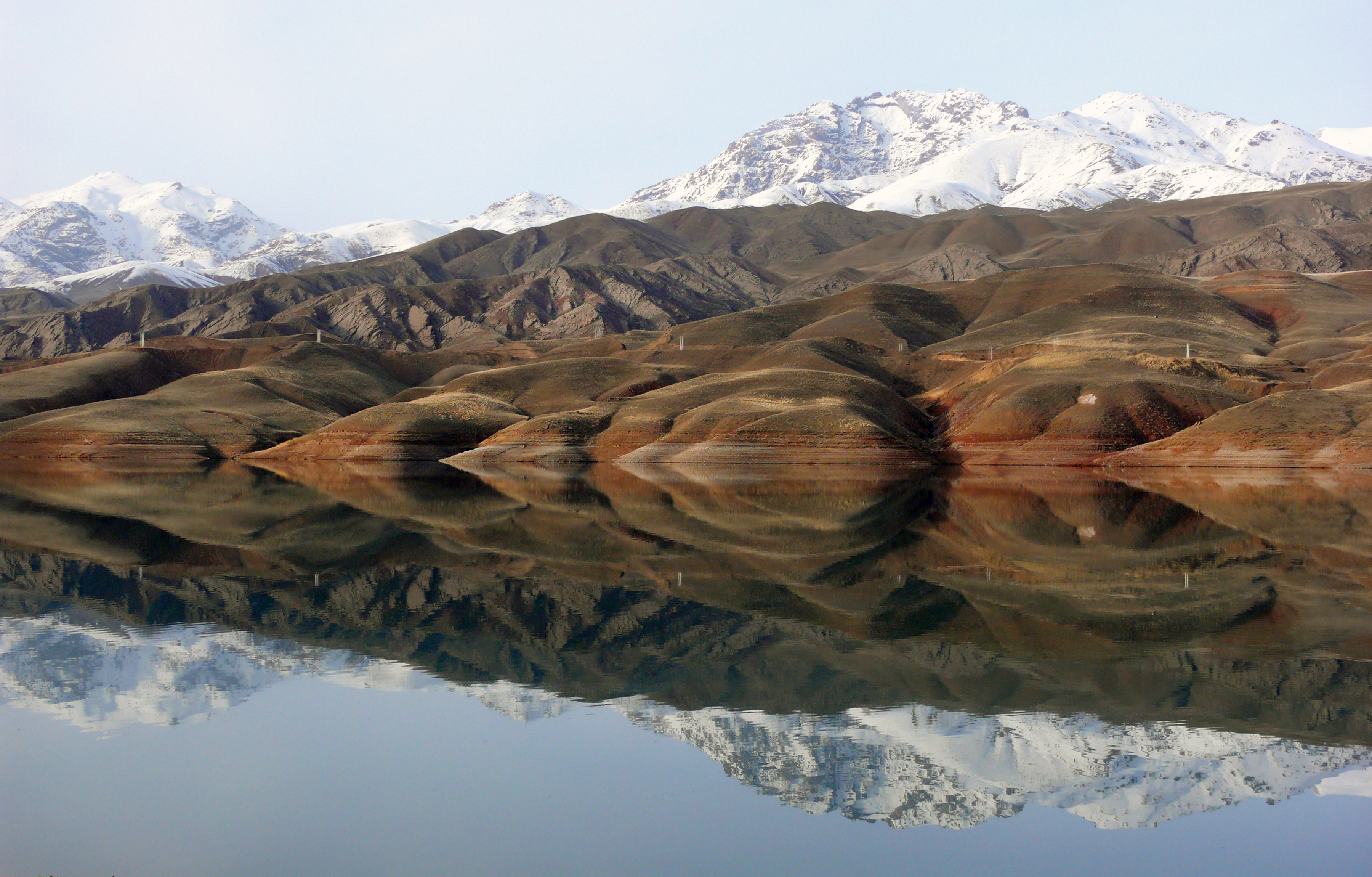
Іранське нагір'я
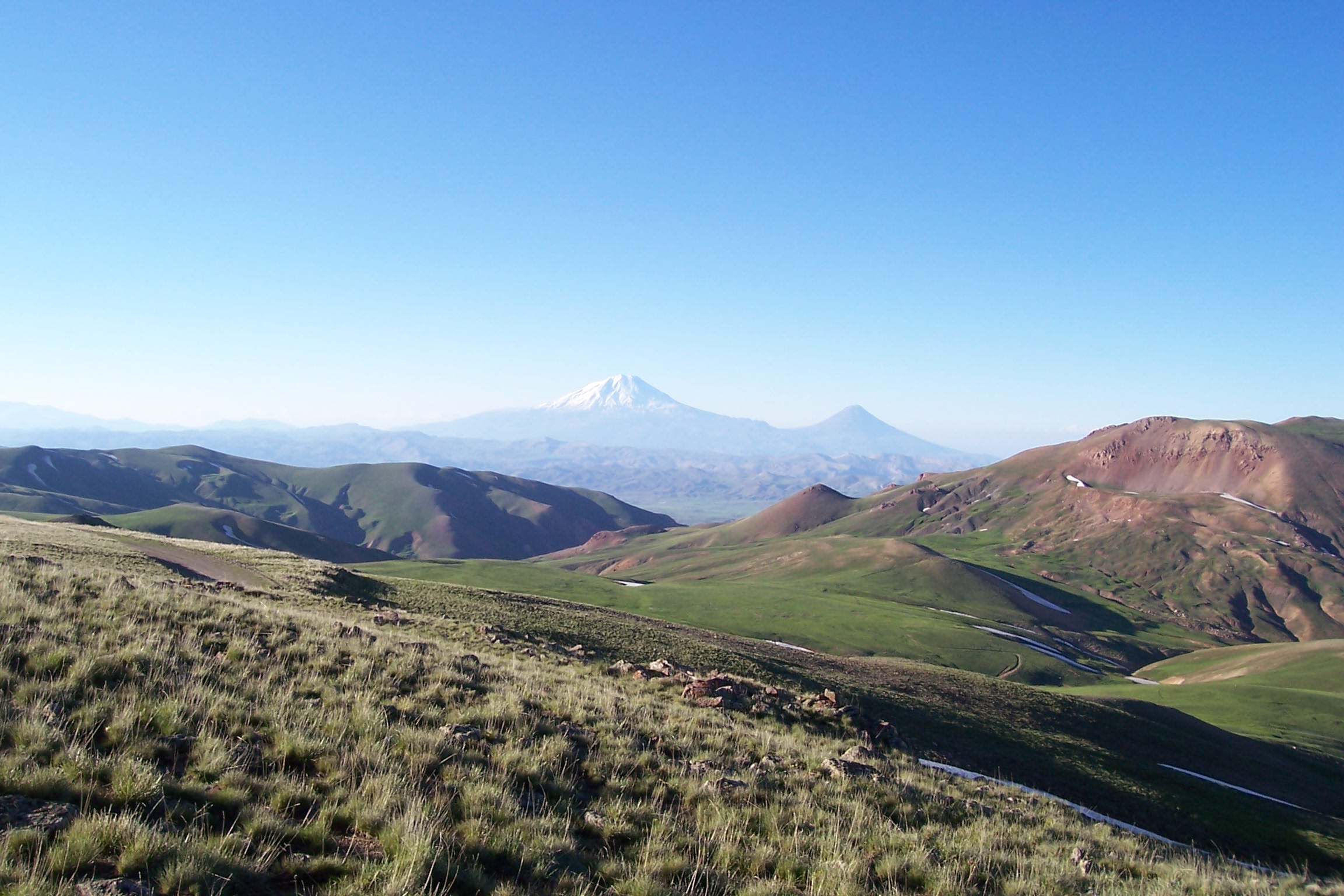
Вірменське нагір'я
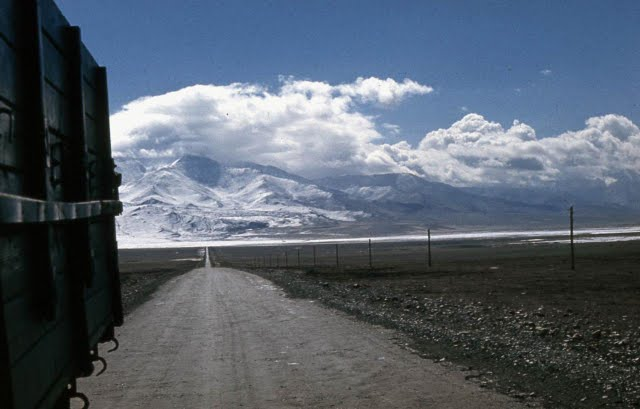
Східнопамірське нагір'я
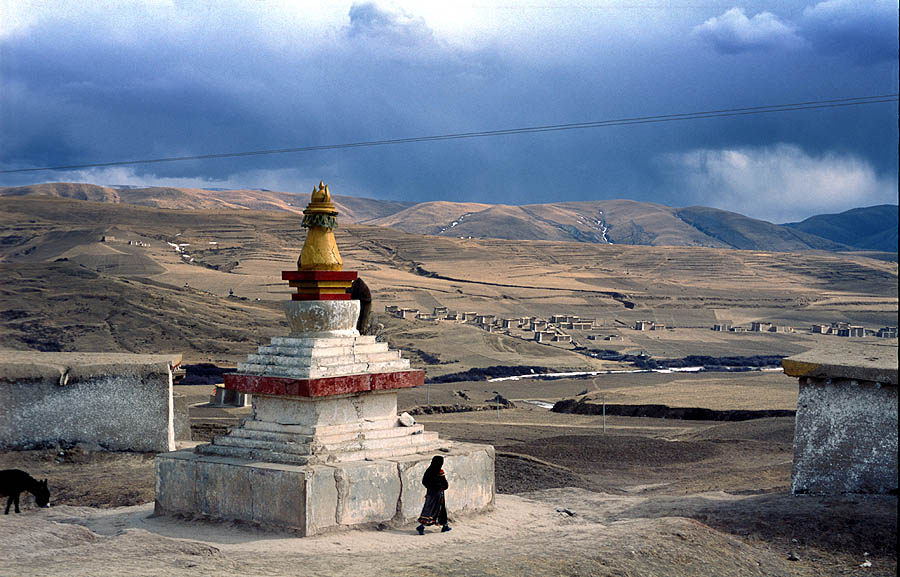
Тибетське нагір'я